# Vanua pleone
Vanua pleone är en insektsart som beskrevs av Ronald Gordon Fennah 1950. Vanua pleone ingår i släktet Vanua och familjen Tropiduchidae. Inga underarter finns listade i Catalogue of Life.